# ゲツナナ
『ゲツナナ』は、瀬戸内海放送開局50周年記念企画で2019年4月22日から2020年3月9日まで放送されていた単発特別番組枠。

## 番組概要
瀬戸内海放送の開局50周年を記念して開始された。番組名は放送時間である月曜よる7時からきている。岡山・香川のグルメやドキュメンタリー、スポーツなど多彩なジャンルについて放送する。

## 放送時間
- 毎月一回月曜日 19:00 - 20:00
  - 該当時間帯で放送されている『帰れマンデー見っけ隊!!』（テレビ朝日制作）は、当番組放送日に限り非ネットもしくは短縮放送となる。

## 放送内容
| 放送回 | 放送日         | タイトル                                                    | 出演者 |
| ------ | -------------- | ----------------------------------------------------------- | --- |
| 第1回  | 2019年4月22日  | みんな並んだ!?平成グルメ★トラベラー                         | 嘉門タツオ、信長ゆかり（当時瀬戸内海放送アナウンサー）                                                                                         |
| 第2回  | 2019年5月27日  | 令和へつなげ!こんぴら歌舞伎                                 | 中村勘九郎、中村七之助、市川中車、中村扇雀、堀口茉純、田嶌万友香（瀬戸内海放送アナウンサー）、石井俊大（当時瀬戸内海放送アナウンサー）、丸尾寛 |
| 第3回  | 2019年6月10日  | 続・演じて看る                                              | 岡田忠雄、菅原直樹、奥貫薫 |
| 第4回  | 2019年7月22日  | 光はここに〜真備町 それぞれの選択〜                         | 宮城さつき |
| 第5回  | 2019年8月5日   | 101回目のキセキ                                             | 石井俊大（当時瀬戸内海放送アナウンサー）、白戸ゆめの（瀬戸内海放送アナウンサー）、遠藤章造（ココリコ）、山中晴司、森田一成                     |
| 第6回  | 2019年9月9日   | ヒルペコ 祝★ゴールデン初進出スペシャル                      | 白戸ゆめの・赤木由布子（瀬戸内海放送アナウンサー）、真壁刀義、近藤サト、高橋真麻、山田翼                                                       |
| 第7回  | 2019年10月21日 | 魔法にかかった島々〜武田双雲 現代アートでポジティブ旅〜     | 武田双雲、加地亮、日髙のり子 |
| 第8回  | 2019年11月18日 | STU48 瀬戸内海に潜る。                                      | 福田朱里・藤原あずさ(STU48)、梶剛、大里菜桜、永田雅一、末永慶寛                                                                                |
| 第9回  | 2019年12月2日  | KSBスーパーJチャンネルSP 岡山・香川2019あのニュースそれから | 石井俊大（当時瀬戸内海放送アナウンサー）、白戸ゆめの（瀬戸内海放送アナウンサー）、江西あきよし、桝井政則(朝日新聞高松総局長)                   |
| 第10回 | 2020年1月20日  | オトナのぜいたく1日1組限定の宿                              | 宮下純一、新山千春、梶剛、福井柑奈 |
| 第11回 | 2020年2月9日   | 香川・岡山 パンのお店総選挙                                 | 石井俊太（当時瀬戸内海放送アナウンサー）、岡崎夢                                                                                               |
| 第12回 | 2020年3月9日   | あなた分の瀬戸内                                            | MEGUMI、ずん、加地亮、髙橋大輔、濱田マリ |